# فستیوال سن فرمین

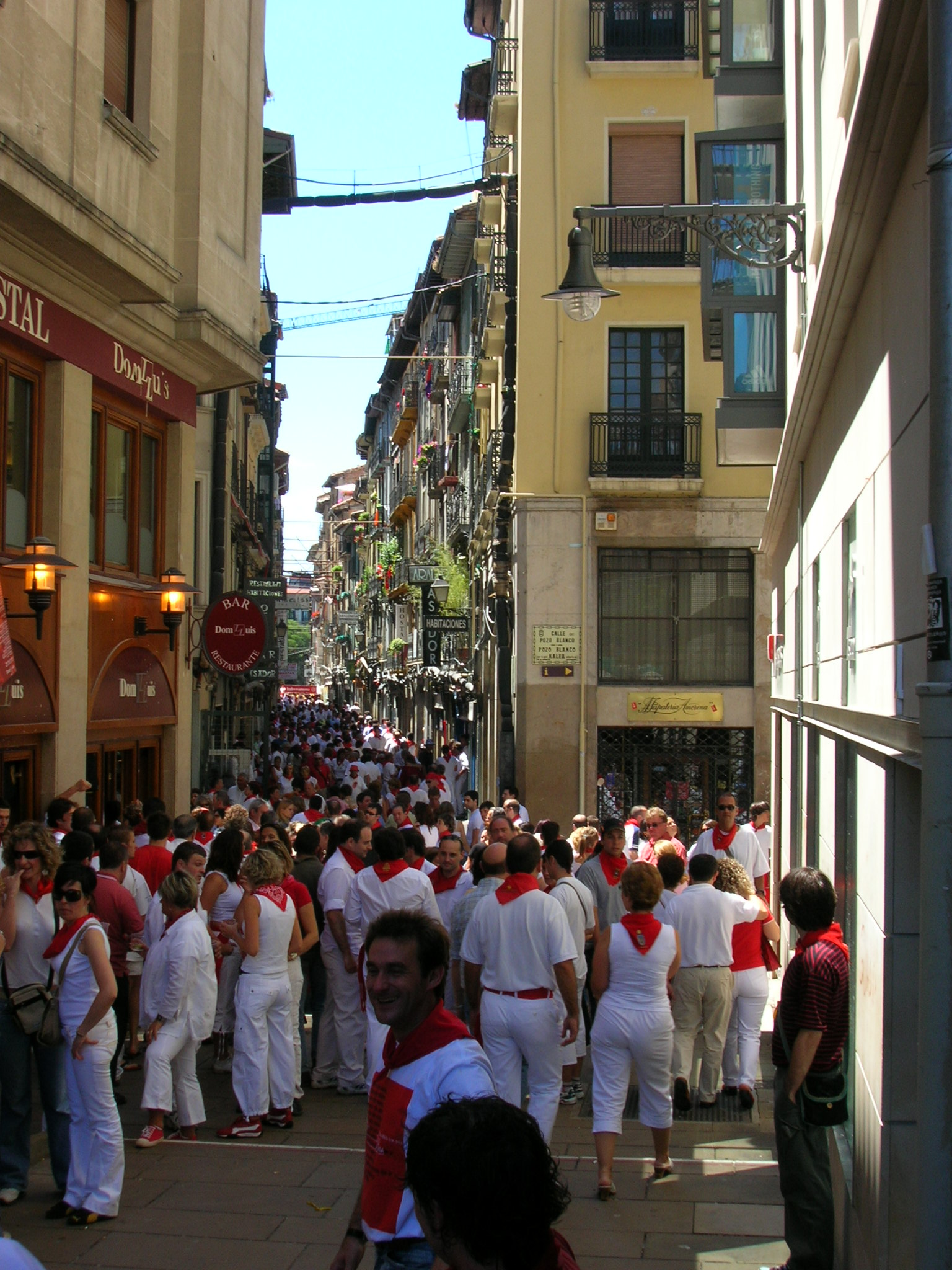
شرکت‌کنندگان در فستیوال سن‌فرمین در خیابان‌های شهر پامپلونا.

فستیوال سن‌فرمین (به اسپانیایی: Sanfermines) نام یکی از جشن‌های معروف و محبوب در کشور اسپانیا است. این فستیوال تاریخی هر ساله از از سال ۱۵۹۱ میلادی بین ظهر روز ۶ ژوئیه تا نیمه‌شب ۱۴ ژوئیه در شهر پامپلونا در ایالت نابارای اسپانیا برگزار می‌شود. 
در طول فستیوال سن‌فرمین، شهر پامپلونا از شهری آرام به شهری پرازدحام و پر از گردشگران که از نقاط مختلف جهان برای تماشای فستیوال آمده‌اند، تبدیل می‌شود. جشن دویدن با گاوهای خشمگین در کوچه‌های باریک شهر که به آن اِنسیِرروس می‌گویند، هر روز ساعت ۸ صبح شروع می‌شود و در حدود ۵ دقیقه ادامه پیدا می‌کند، اما جشن و شادی تا ساعات آغازین روز بعد، ادامه پیدا می‌کند. با جهانی شدن این فستیوال هر سال هزاران نفر برای تماشا یا شرکت در مراسم "اینسیررو" به پامپلونا می‌روند. با افزایش جمعیت بر تعداد افرادی که زیر دست و پای گاوها می‌مانند یا با شاخ گاو مجروح می‌شوند، نیز افزوده شده‌است.

## تاریخچه
سن‌فرمین، نام یکی از مبلغین عیسی مسیح بود که به جرم «تبلیغ مسیحیت» توسط رومیها گردن زده شد. باور عمومی بر این است که سپس تن بی سر وی به گاوی خشمگین متصل و در شهر کشیده‌شد تا تکه تکه شود. در این هنگام زنی از پامپلونا با لباس سفید به کمک او رفت و سعی کرد مانع از این کار شود. امروزه پوشیدن لباس‌های سفید و بستن دستمال قرمز به عنوان نماد همان حادثه تاریخی تلقی می‌شود.
ارنست همینگوی، نویسنده برجسته آمریکایی، در سال ۱۹۲۶ رمان خورشید همچنان طلوع می‌کند را نوشت. وی در این کتاب اشارات  فراوانی به فستیوال سن فرمین داشت که در مشهوریت جهانی این فستیوال کمک شایانی کرد. وی شخصاً از شیفتگان این فستیوال بود.

## بخش‌های گوناگون آیین
در روز ششم ژوئیه مراسم آغازین "چوپیناسو" (Chupinazo) با حضور هزاران نفر در مقابل شهرداری برگزار می‌شود. راس ساعت ۱۲ ظهر به همراه فریادهای "زنده باد سان فرمین"، فشفشه‌ای به آسمان پرتاب می‌شود. همه حاضران دستمال گردن قرمزی با خود حمل می‌کنند. در روز هفتم ژوئیه، ساعت ۱۰ صبح مراسم تندیس‌گردانی سان فرمین در کوچه‌های مرکز شهر برگزار می‌شود. در پایان مراسم دعا و نیایش در کلیسا برگزار می‌شود. در روزهای فستیوال ۸ مجسمه به ارتفاع ۳ متر که نماد پادشاه و ملکه قاره‌های اروپا، آسیا، آمریکا و آفریقا هستند در خیابان‌های شهر به رقص می‌پردازند. تندیس‌های پادشاه و ملکه قاره‌ها را تندیس‌های کوچک‌تری به نام "کابه سودز" (Cabezudos) که دارای سرهای بسیار بزرگی هستند، همراهی می‌کنند. این تندیس‌ها نماد اشخاص متفاوتی همچون شهردار یا دزدان دریایی هستند.
یکی از مهیج‌ترین بخش‌های این فستیوال که هر روز برگزار می‌شود، "انسیررو" (Encierro) یا راندن ۶ گاو به استادیوم گاوبازی در مرکز شهر است. در مسیر حرکت گاوها و برای جلوگیری از خسارت و حفاظت از تماشاگران تخته‌هایی نصب شده‌است. گاوها پس از ورود به استادیوم به مدت ده ساعت در آن نگهداری می‌شوند تا شامگاهان مردم شاهد نبرد ماتادورها (قهرمانان گاوبازی) با گاوها شوند.  در گذشته به علت تنگ و باریک بودن کوچه‌ها و عدم امکان عبور گاری، دامداران مجبور بودند گاوها را در مسیری کوتاه به سوی استادیوم برانند. به مرور زمان جوانان برای نشان دادن جرات خود با سروصدا شروع به دویدن در مقابل گاوها کردند. آن‌هایی که در جلوی گاوها می‌دوند به‌طور سنتی پیراهن و شلوار سفید می‌پوشند و یک دستمال گردن قرمز به دور گردن دارند.
یکی دیگر از بخش‌های مهم فستیوال سنت "لاس پنیاس" (Las peñas) است. "لاس پنیاس" یا "پاتوق" به محافل دوستانه‌ای گفته می‌شود که به صورت سازماندهی شده برای ایجاد شادی در طول فستیوال با اجرای موزیک و آواز در مرکز شهر حضور دارند. در پامپلونا ۱۶ گروه فعال هستند که قدیمی‌ترین آن‌ها در سال ۱۹۰۳ پایه‌گذاری شده‌است.

## حواشی
تمام درآمدهای گردآوری شده در این فستیوال صرف امور خیریه می‌شود.
از سال ۱۹۲۴ تا سال ۲۰۰۹ در مجموع ۱۵ نفر در مراسم "اینسیررو" کشته شدند.
نبرد ماتادور با گاو معمولاً با مرگ گاوها به پایان می‌رسد. از این رو مدافعان حقوق حیوانات با این وزرش یا سرگرمی مخالف هستند.